# ترک لاس وگاس
ترک لاس وگاس (به انگلیسی: Leaving Las Vegas) فیلمی محصول سال ۱۹۹۵ به کارگردانی مایک فیگیس است. در این فیلم بازیگرانی همچون نیکلاس کیج، الیزابت شو، جولیان سندز، ریچارد لویس، والریا گولینو، توماس کوپاچ، لاری میت کالف، گراهام بکل، آر لی امی، زاندر برکلی، ماریسکا هارگیتای، جرملی جردن، کاری لوول، فرنچ استوارت، مایک فیگیس و اد لاتر ایفای نقش کرده‌اند.

## خلاصه داستان
«بن سندرسون» که یک فیلمنامه‌نویس الکلی است، همهٔ زندگی اش را به خاطر همین عادتش از دست داده. بعد از اخراج شدن از محل کارش، او همه چیز را رها می‌کند و به لاس وگاس می‌رود. او در آنجا با یک روسپی به‌نام «سرا» آشنا می‌شود که همانند خودش مشکلاتی دارد…

## مشروح داستان
بن سندرسن، فیلم‌نامه‌نویس هالیوودی الکلی‌ای است که شغل، خانواده و دوستانش را از دست داده است. با از دست دادن هر امیدی به زندگی و در دست داشتن یک چک تسویه‌حساب قابل‌توجه از سوی رئیسش، راهی لاس‌وگاس می‌شود تا در آنجا خودش را با نوشیدن بی‌وقفه از بین ببرد. یک صبح زود، در حالی‌که مست است، از خانه‌اش در لس‌آنجلس به‌سوی نوار لاس‌وگاس رانندگی می‌کند و نزدیک است با زنی به نام سرا که در حال عبور از خیابان است، تصادف کند. سرا به او اعتراض می‌کند و از آنجا دور می‌شود.
سرا یک روسپی است که برای یوری بوتسوف، یک قاچاقچی لتونیایی خشن کار می‌کند. تبهکاران لهستانی به دنبال یوری هستند، بنابراین او رابطه‌اش را با سرا قطع می‌کند تا مبادا لهستانی‌ها به او آسیب بزنند.
در دومین روز اقامتش در لاس‌وگاس، بن به‌دنبال سرا می‌گردد. خودش را معرفی می‌کند و پیشنهاد می‌دهد ۵۰۰ دلار به او بدهد تا یک ساعت را در اتاقش بگذراند. سرا می‌پذیرد، اما بن رابطه جنسی نمی‌خواهد. آن‌ها با هم صحبت می‌کنند و رابطه‌ای صمیمی میانشان شکل می‌گیرد. سرا از بن دعوت می‌کند تا به آپارتمانش نقل مکان کند. بن از سرا قول می‌گیرد که هرگز از او نخواهد نوشیدن را ترک کند، و در عوض، قول می‌دهد هرگز شغل سرا را نقد نکند. سرا از او تشکر می‌کند و با شرایط موافقت می‌کند.
در ابتدا، هر دو خوشحال‌اند، اما به‌زودی از رفتار یکدیگر خسته و دلگیر می‌شوند. سرا از بن می‌خواهد که به یک مرکز بازپروری مراجعه کند، اما هرچه می‌گوید، بی‌فایده است. زمانی‌که سرا بیرون مشغول کار است، بن به یک کازینو می‌رود و با زن دیگری به آپارتمان بازمی‌گردد. سرا با دیدن آن زن در تخت‌خوابش، بن را از خانه بیرون می‌اندازد. اندکی بعد، سه دانشجوی کالج در هتل اکسکالیبور به سرا نزدیک می‌شوند. سرا ابتدا پیشنهاد آن‌ها را رد می‌کند و می‌گوید که هم‌زمان فقط با یک نفر قرار می‌گذارد. اما در نهایت، با دیدن مبلغ بالاتر، می‌پذیرد. وقتی به اتاق آن‌ها می‌رسد، آن‌ها شرایط توافق را عوض کرده و خواهان رابطهٔ مقعدی می‌شوند. سرا مخالفت می‌کند و می‌خواهد محل را ترک کند، اما هر سه نفر به‌طور خشونت‌آمیزی به او تجاوز گروهی می‌کنند.
روز بعد، صاحبخانهٔ سرا کبودی‌های بدنش را می‌بیند و به او می‌گوید تا پایان هفته خانه را تخلیه کند. در همین حین، سرا تماس تلفنی از بن دریافت می‌کند که در بستر مرگ است. سرا به دیدنش می‌رود و آن دو با یکدیگر عشق می‌ورزند؛ و کمی بعد، بن می‌میرد. مدتی بعد، سرا به روان‌درمانگرش می‌گوید که بن را همان‌طور که بود پذیرفته بود و او را دوست داشت.

## جوایز
این فیلم برنده اسکار بهترین بازیگر نقش اول مرد و کاندیدای ۳ اسکار دیگر (کاندیدای اسکار بهترین فیلمنامه اقتباسی-کاندیدای اسکار بهترین کارگردانی-کاندیدای اسکار بهترین بازیگر نقش اول زن) در سال ۱۹۹۶ شد.